# Peribsen

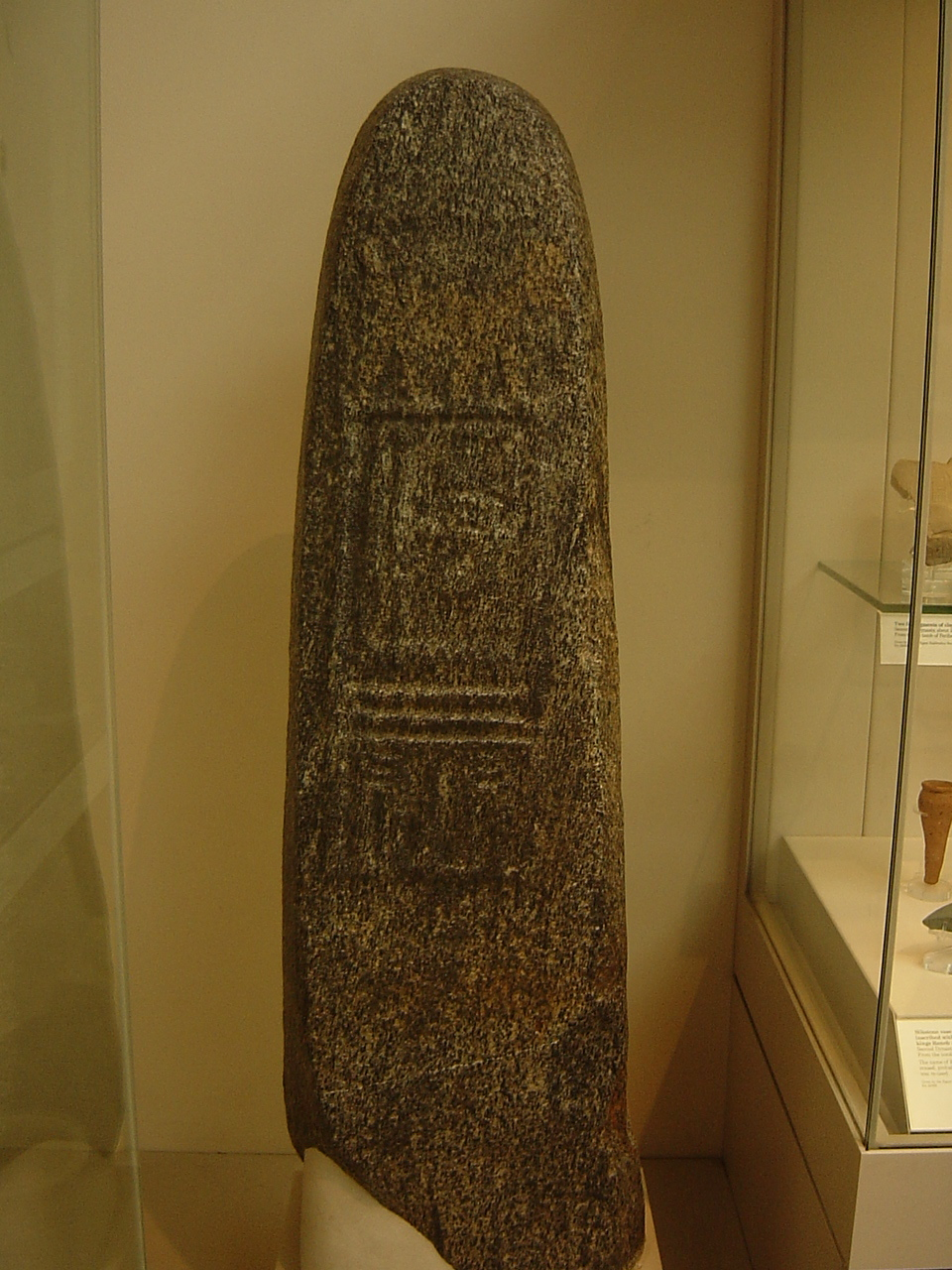
Stela Peribsena z Abydos

Peribsen – władca starożytnego Egiptu z II dynastii.
Nie ma zgodności egiptologów co do liczby faraonów i ich imion po Nineczerze. Szczególne jednak spory wywołuje postać Peribsena. 
Istnieją różne teorie dotyczące Peribsena oraz jego powiązań z Sechemibem, Senedżem i Unegiem:
- Peribsen panował początkowo jako Horus Sechemib. W jego państwie wybuchła jednak rewolucja, która zmieniła stosunki polityczne i religijne. Sechemib zmienił swoją tytulaturę, imię horusowe (Horus Sechemib) zastąpił imieniem setowym (Set Peribsen). Nie są do końca jasne motywy tej decyzji, także i motywy, dla których Peribsen przeniósł swoją stolicę z Memfis do Tinis. Niewykluczone, że zmiana orientacji religijnej faraona pociągnęła za sobą bunt zwolenników Horusa na Północy i oddzielenie się Delty. Pod koniec swego życia Peribsen godzi się jednak na kompromis i uznaje obu bogów Seta i Horusa za równoprawnych (Kwiatkowski).

- Peribsen i Uneg to ta sama osoba (Cambridge Ancient History).
- Peribsen i Uneg to dwaj różni władcy (Kwiatkowski).
- Sechemib i Peribsen to dwaj różni władcy, którzy panowali jednocześnie i walczyli między sobą o kontrolę nad całym krajem (Garnot).
- Sechemib i Senedż to ta sama osoba (Kwiatkowski).
- Peribsen był następcą Sechemiba, którego pozbawił tronu (Lauer).
- Sechemib był następcą Peribsena i zadbał o jego pochówek (Helck, Grimal).
- Peribsen był synem i następcą Senedża (Grdseloff).
- Peribsen i Senedż to ta sama osoba (Gauthier, Wildung, Barta).
- Senedż i Sechemib to dwaj różni władcy memficcy, panujący po sobie, z tym, że Senedż był współczesny Peribsenowi (Grimal).

Peribsen został pochowany w Umm el-Qaab w Abydos.